# 둥양시

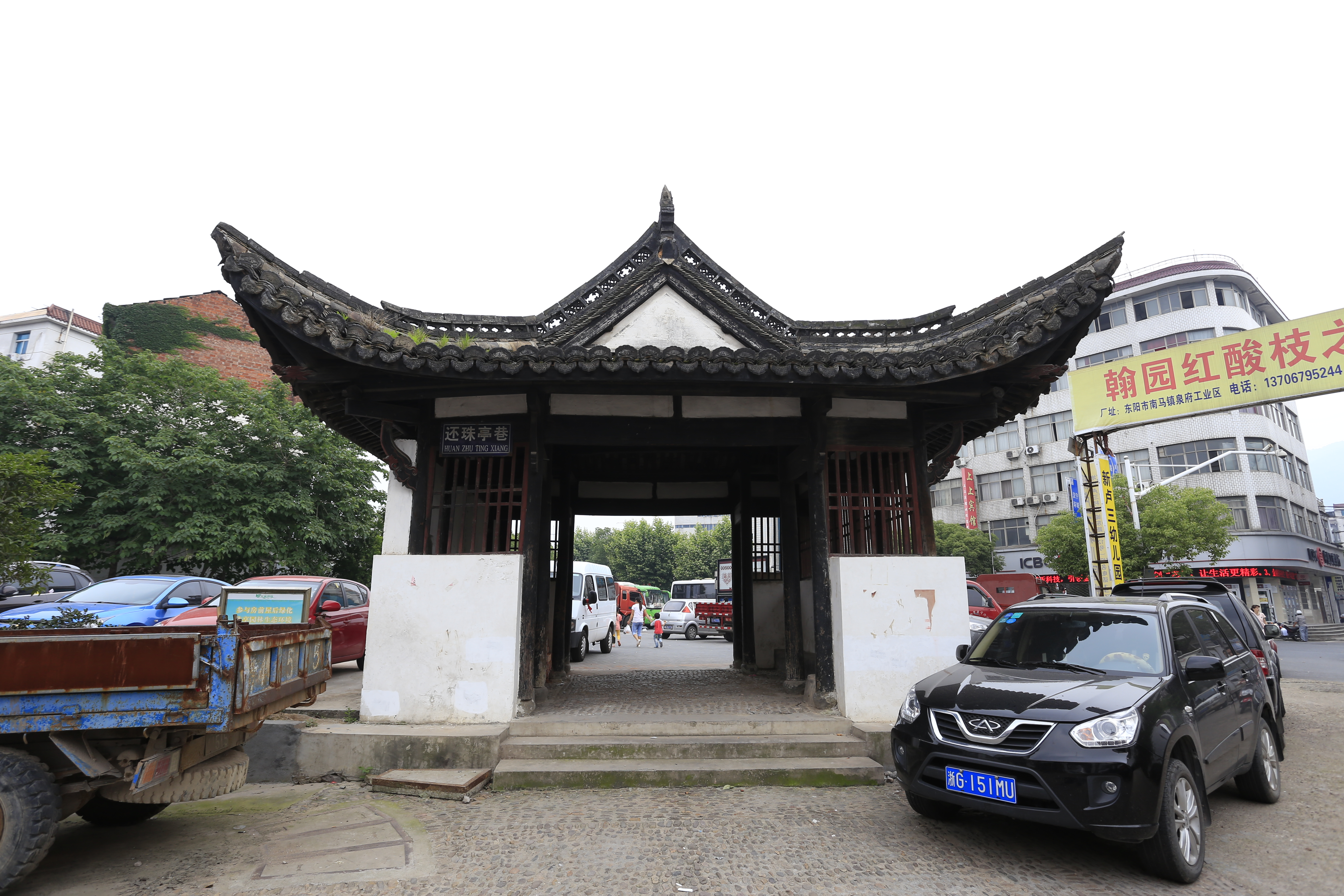

둥양시(한국어: 동양시, 중국어: 东阳市, 병음: Dōngyáng Shì)는 중화인민공화국 저장성 진화시의 현급 행정구역이다. 저장성의 중앙에 위치해있고 항저우에서 남쪽으로 200km 떨어져있다. 넓이는 1739km2이고, 인구는 2007년 기준으로 810,000명이다.
장강경제권역에 속해있고 중국 정부에 의해 저장성의 개방 도시이자 긴 역사가 있는 유명한 문화 도시로 비준되었다.

## 역사
둥양현은 한나라 때인 195년에 우닝(吴宁)이라는 이름으로 설치되었다. 688년에 현재 이름인 둥양으로 이름이 바뀌었다.

## 경제
둥양은 수많은 건설회사들로 유명하다. 또한 아름다운 목조상으로도 유명하다. 주요 산업으로 자석, 화학, 플라스틱, 의류와 농업이 있다. 개혁개방정책은 경제 개발과 종합적인 성장, 개방의 확대를 가속화시켰다. 도시의 변화는 도시의 외관을 변화시켰고 주민들의 삶의 질을 향상시켰다. 도시는 중국 최고의 100개 현에 등재되었고 저장성 최고의 부유한 현급시가 되었다. 또한 경제 개발이 활발한 17개 도시 중 하나로 선정되었고 13개의 고도로 문명화된 도시에도 등재되었다. 2005년에 도시의 GDP는 159억 8400만 위안에 달했고 세입은 13억 7900만 위안 증가했다. 도시의 1인당 가처분 소득은 13349위안이었고 농촌은 6903위안이었다.
공업은 둥양의 중요한 경제 기둥이다. 도시는 전자, 기계, 자성재료, 의료, 화학 등 폭넓은 산업 분야를 자랑한다. 현재 둥양은 중국에서 가장 큰 자성재료 생산과 수출 기반이 되었다. 또한 중국에서 세 번째로 큰 의료 및 제약 도시로 이 분야에서 많은 선도적인 기업들을 자랑한다.

## 볼거리
자금성을 본뜬 영화 마을(영화, 드라마 등의 촬영을 목적으로 함)이 있다.

## 기후
| Dongyang (1981−2010)의 기후                    | Dongyang (1981−2010)의 기후 | Dongyang (1981−2010)의 기후 | Dongyang (1981−2010)의 기후 | Dongyang (1981−2010)의 기후 | Dongyang (1981−2010)의 기후 | Dongyang (1981−2010)의 기후 | Dongyang (1981−2010)의 기후 | Dongyang (1981−2010)의 기후 | Dongyang (1981−2010)의 기후 | Dongyang (1981−2010)의 기후 | Dongyang (1981−2010)의 기후 | Dongyang (1981−2010)의 기후 | Dongyang (1981−2010)의 기후 |
| 월                                             | 1월                         | 2월                         | 3월                         | 4월                         | 5월                         | 6월                         | 7월                         | 8월                         | 9월                         | 10월                        | 11월                        | 12월                        | 연간                        |
| ---------------------------------------------- | --------------------------- | --------------------------- | --------------------------- | --------------------------- | --------------------------- | --------------------------- | --------------------------- | --------------------------- | --------------------------- | --------------------------- | --------------------------- | --------------------------- | --------------------------- |
| 역대 최고 기온 °C (°F)                         | 24.2 (75.6)                 | 28.6 (83.5)                 | 34.7 (94.5)                 | 34.4 (93.9)                 | 37.0 (98.6)                 | 37.8 (100.0)                | 41.0 (105.8)                | 40.9 (105.6)                | 39.0 (102.2)                | 36.1 (97.0)                 | 32.2 (90.0)                 | 25.5 (77.9)                 | 41.0 (105.8)                |
| 일평균 최고 기온 °C (°F)                       | 9.5 (49.1)                  | 11.7 (53.1)                 | 15.9 (60.6)                 | 22.4 (72.3)                 | 27.3 (81.1)                 | 29.8 (85.6)                 | 34.4 (93.9)                 | 33.5 (92.3)                 | 28.8 (83.8)                 | 24.0 (75.2)                 | 18.5 (65.3)                 | 12.4 (54.3)                 | 22.3 (72.2)                 |
| 일일 평균 기온 °C (°F)                         | 5.3 (41.5)                  | 7.3 (45.1)                  | 11.2 (52.2)                 | 17.3 (63.1)                 | 22.2 (72.0)                 | 25.4 (77.7)                 | 29.6 (85.3)                 | 28.7 (83.7)                 | 24.4 (75.9)                 | 19.2 (66.6)                 | 13.5 (56.3)                 | 7.4 (45.3)                  | 17.6 (63.7)                 |
| 일평균 최저 기온 °C (°F)                       | 2.2 (36.0)                  | 4.1 (39.4)                  | 7.6 (45.7)                  | 13.2 (55.8)                 | 18.1 (64.6)                 | 21.9 (71.4)                 | 25.5 (77.9)                 | 24.9 (76.8)                 | 20.9 (69.6)                 | 15.4 (59.7)                 | 9.7 (49.5)                  | 3.7 (38.7)                  | 13.9 (57.1)                 |
| 역대 최저 기온 °C (°F)                         | −9.2 (15.4)                 | −5.5 (22.1)                 | −2.9 (26.8)                 | 2.0 (35.6)                  | 8.4 (47.1)                  | 11.8 (53.2)                 | 18.6 (65.5)                 | 18.5 (65.3)                 | 11.8 (53.2)                 | 2.9 (37.2)                  | −2.6 (27.3)                 | −9.6 (14.7)                 | −9.6 (14.7)                 |
| 평균 강수량 mm (인치)                          | 71.5 (2.81)                 | 86.3 (3.40)                 | 150.6 (5.93)                | 144.7 (5.70)                | 151.5 (5.96)                | 237.6 (9.35)                | 142.7 (5.62)                | 130.8 (5.15)                | 106.7 (4.20)                | 62.6 (2.46)                 | 68.0 (2.68)                 | 49.2 (1.94)                 | 1,402.2 (55.2)              |
| 평균 상대 습도 (%)                             | 75                          | 75                          | 74                          | 72                          | 72                          | 77                          | 70                          | 73                          | 76                          | 74                          | 73                          | 72                          | 74                          |
| 출처: China Meteorological Data Service Center |                             |                             |                             |                             |                             |                             |                             |                             |                             |                             |                             |                             |                             |

## 행정 구역
6개 가도, 11개 진, 1개 향을 관할한다.
- 가도: 吴宁街道, 南市街道, 白云街道, 江北街道, 城东街道, 六石街道.
- 진: 歌山镇, 巍山镇, 虎鹿镇, 佐村镇, 东阳江镇（包括上陈村, 三甲院, 茜畴）, 湖溪镇, 横店镇, 马宅镇, 千祥镇, 南马镇, 画水镇.
- 향: 三单乡.